# حمله زمستانه ۴۰-۱۹۳۹
حمله زمستانه ۴۰–۱۹۳۹ (انگلیسی: 1939–40 Winter Offensive) یکی از اولین ضد حمله‌های بزرگ در چندین جبهه در طول جنگ دوم چین و ژاپن بود، که توسط نیروهای چینی انجام شد. اگرچه این حمله نتوانست به اهداف اصلی خود برسد، اما برخی مطالعات نشان داد که حمله زمستانه یک ضربه سنگین به نیروهای ژاپنی بود و همچنین یک شوک بزرگ به فرماندهی ارتش ژاپن وارد کرد، که انتظار نداشت نیروهای چینی بتوانند یک عملیات تهاجمی در چنین مقیاس وسیعی انجام دهند.